# Haplochernes hebridicus
Espèce
Haplochernes hebridicus est une espèce de pseudoscorpions de la famille des Chernetidae.

## Distribution
Cette espèce se rencontre au Vanuatu et aux Îles Salomon.

## Étymologie
Son nom d'espèce lui a été donné en référence au lieu de sa découverte, les Nouvelles-Hébrides.

## Publication originale
- Beier, 1940 : Die Pseudoscorpionidenfauna der landfernen Inseln. Zoologische Jahrbücher, Abteilung für Systematik, Ökologie und Geographie der Tiere, vol. 74, p. 161-192.